# 奥大日岳

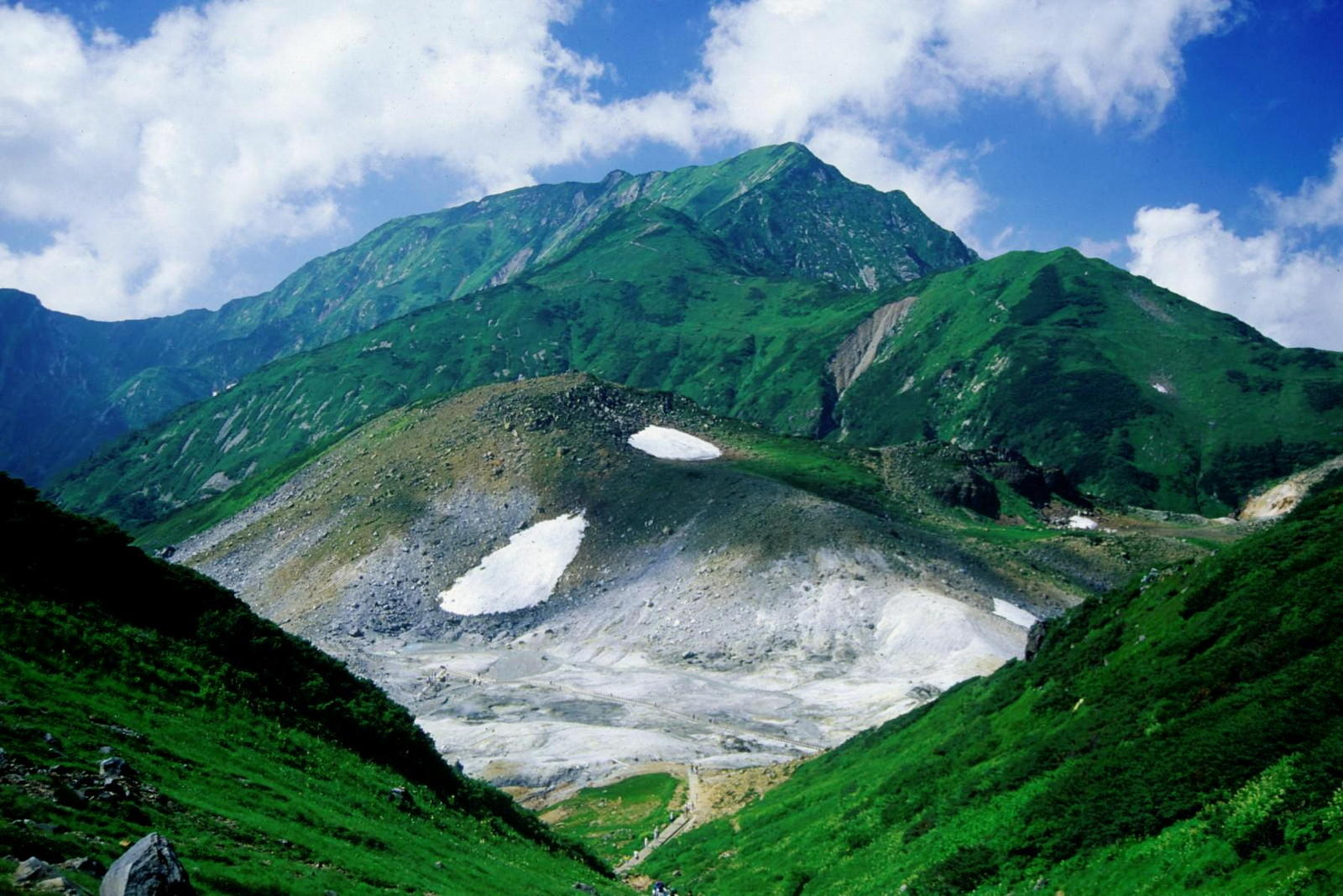
地獄谷と奥大日岳

奥大日岳（おくだいにちだけ）は、富山県にある山。飛騨山脈立山連峰から派生する大日尾根にある。標高2,611m。

## 概要
大日連峰の主峰。三角点は最高点から数百m西に離れた地点にあり、2606mとなっている。最高点は登山路から外れている。
多くの高山植物を見ることが出来る山である。
厳冬期は、日本海からの季節風によって、巨大な雪庇ができる。この雪庇は、日本最大級である。
巨大登山基地の室堂平周辺でありながら、登山者の多くは立山や剱岳方面へ登るため、比較的登山者が少ないエリアである。日本二百名山のひとつ。
奥大日岳と西大谷山を結ぶ稜線の途中には、天狗の踊場という真言宗の修行の場と伝えられる高原がある。

## 主な登山ルート
室堂平からの登山道と、称名滝近くの称名平から尾根に登り縦走するルートの2つがある。

## ギャラリー

大汝山からの奥大日岳と室堂
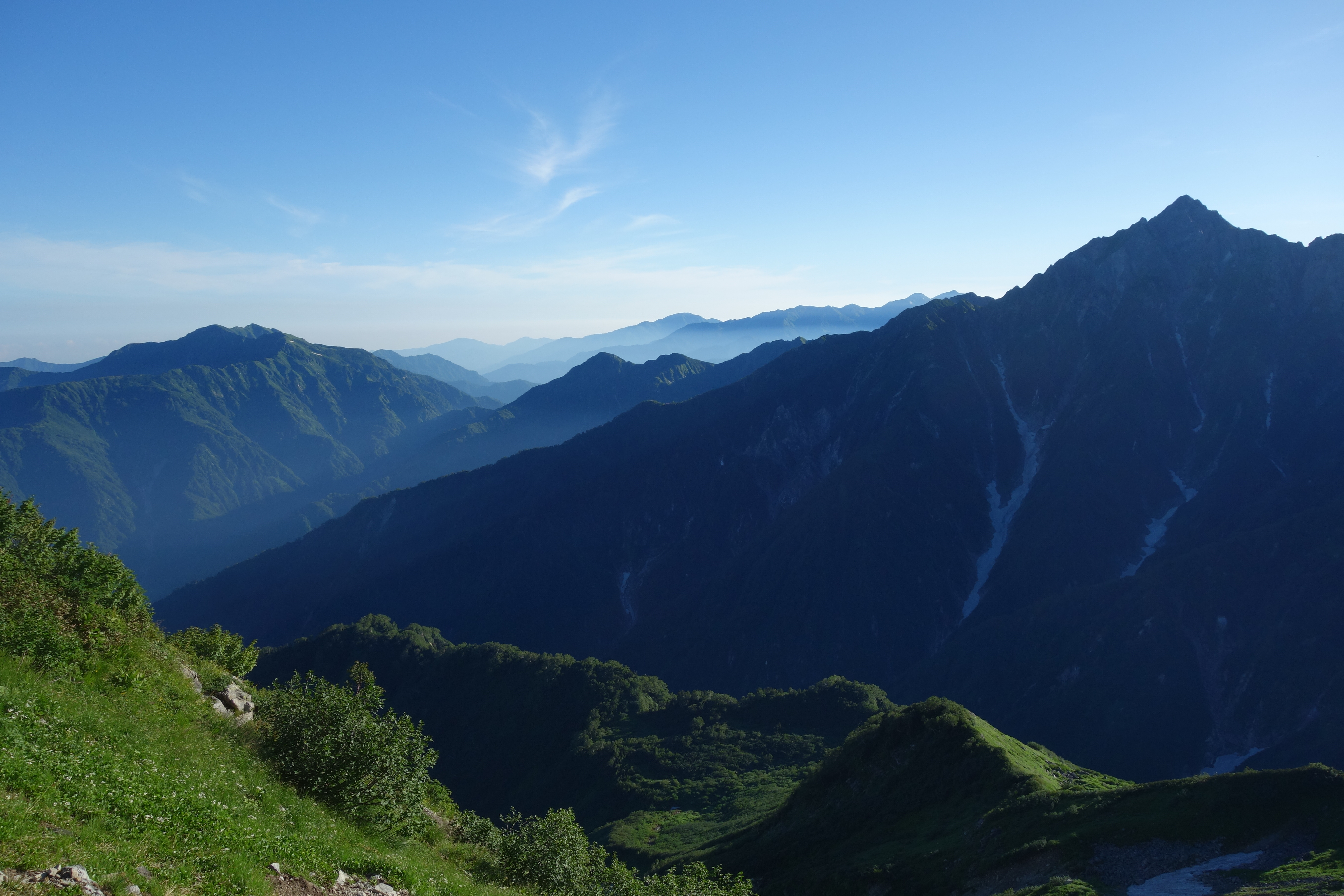
奥大日岳からの毛勝山と剱岳
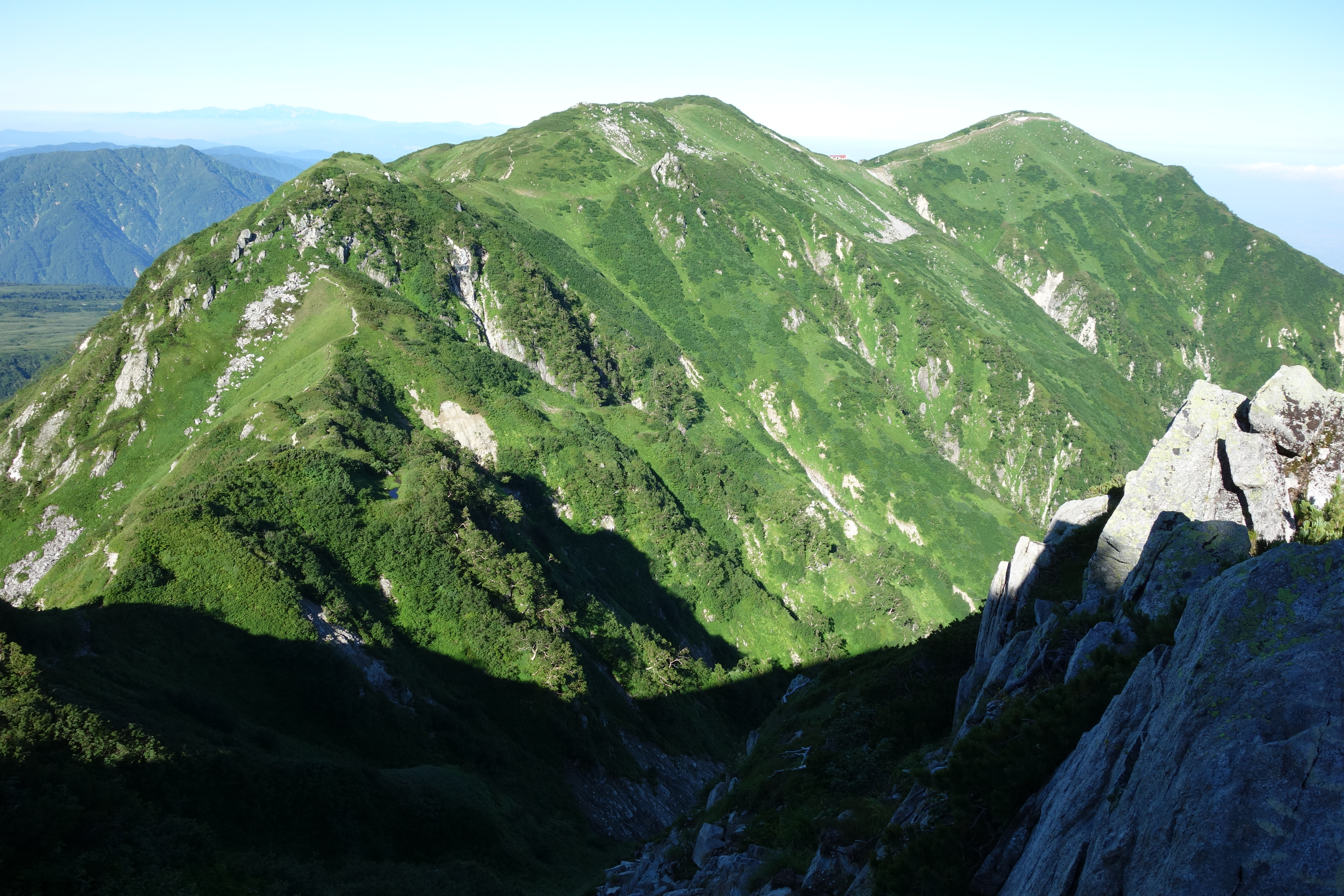
中大日岳と大日岳
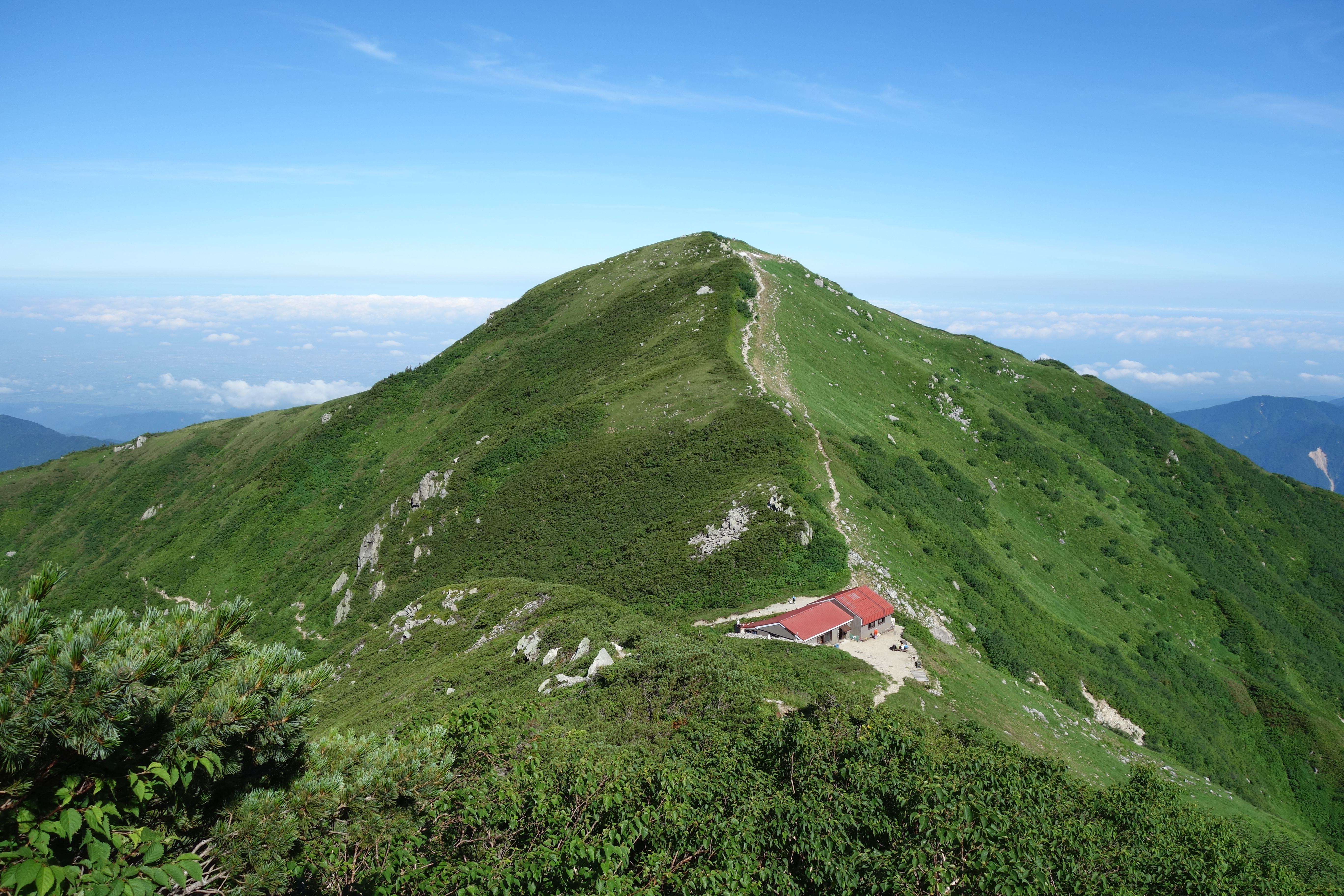
大日小屋と大日岳
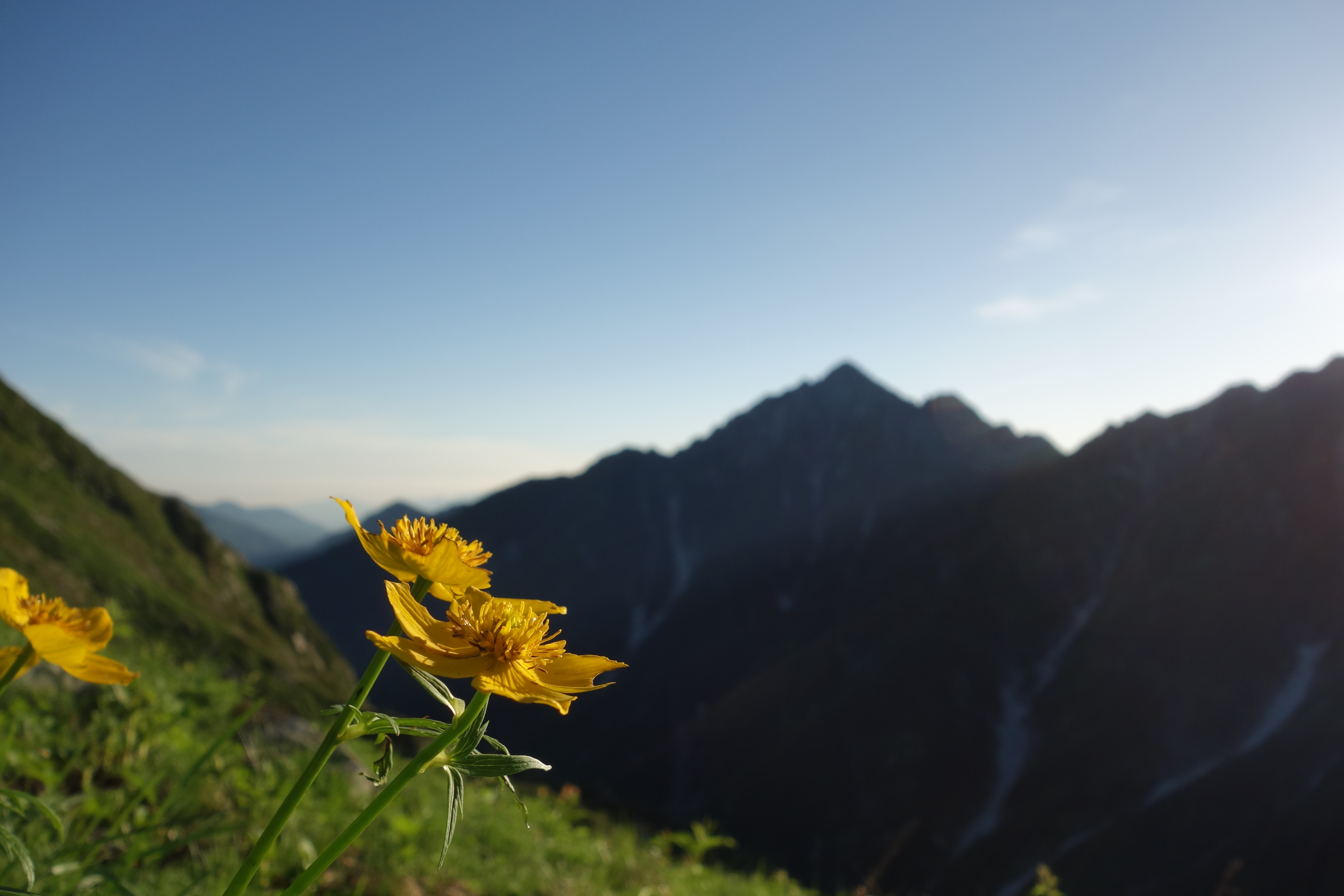
シナノキンバイと剱岳
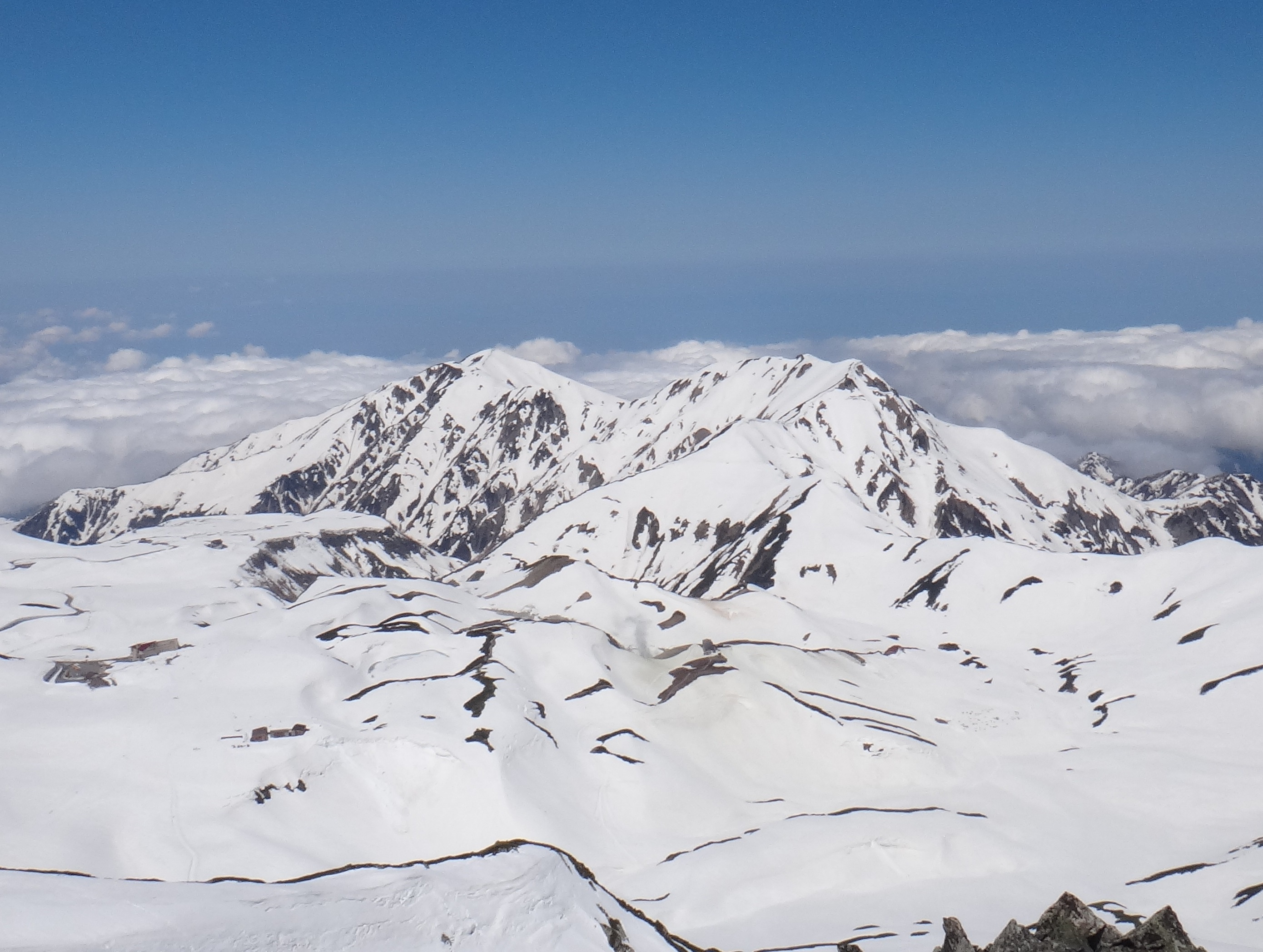
残雪期の奥大日岳

## 近隣の山小屋
- 大日小屋
- 大日平山荘

## 周辺の山
- 大日岳
- 立山
- 別山
- 真砂岳
- 剱岳
- 中山

## 関連図書
- 『新日本山岳誌』ナカニシヤ出版、ISBN  4-7795-0000-1
- 『ヤマケイ　アルペンガイド8 剣・立山連峰』山と溪谷社、ISBN 978-4-635-01352-9
- 『改訂版　富山県の山』山と溪谷社、ISBN 978-4-635-02367-2
- 『剱・立山 2010年版 (山と高原地図 36) 』昭文社、ISBN 978-4-398-75716-6